# Mimus graysoni
Mimus graysoni là một loài chim trong họ Mimidae.